# Barusia laconica
Barusia laconica là một loài nhện trong họ Leptonetidae.
Loài này thuộc chi Barusia. Barusia laconica được P. M. Brignoli miêu tả năm 1974.